# Die Leute von Santaroga
Die Leute von Santaroga (englischer Originaltitel The Santaroga Barrier) ist ein Roman von Frank Herbert. Der Roman wird gewöhnlich dem Genre Science-Fiction zugeordnet. Allerdings finden sich fast keine typischen SF-Motive im Roman. Die bewusstseinsverändernde Droge „Jaspers“ ist das einzige SF-Element. Abgesehen davon stellt der Roman, je nach Lesart, eine Utopie oder Dystopie dar.

## Handlung
Die Hauptperson Gilbert Dasein ist ein Psychologe, der von einer Supermarktkette beauftragt wird, in der amerikanischen Kleinstadt Santaroga eine Marktanalyse durchzuführen. Bislang mussten dort alle Niederlassungen außenstehender Konzerne mangels Umsatz wieder schließen. Daseins zwei Vorgänger waren bei ihren Nachforschungen durch ganz normale Unfälle ums Leben gekommen. Dasein hat außerdem ein privates Interesse, Santaroga kennenzulernen: Seine Geliebte Jenny Sorge, die er noch aus seinem Studium kennt, ist aus Santaroga, und Gilbert hofft, die Beziehung wieder aufnehmen zu können.
Gilbert Dasein betritt Santaroga skeptisch und vorsichtig. Er bemerkt schnell, dass die Leute von Santaroga ein ausgesprochenes Zusammengehörigkeitsgefühl sowie eine beispielhafte Aufrichtigkeit und Klarsichtigkeit besitzen. Laster wie Rauchen und passive Berieselung durch Werbung oder das Fernsehen sind unbekannt. Im Verlauf seiner Anwesenheit in Santaroga findet er sich immer stärker von diesen Vorzügen seiner Einwohner angezogen.
Gleichzeitig bemerkt Gilbert Dasein, dass die Stadt einige Geheimnisse hat: „Jaspers“, ein Zusatz zu vielen Nahrungsmitteln, steht nur Einheimischen zu; es wird in der gut bewachten Käse-Kooperative hergestellt. Als Freund Jenny Sorges darf er allerdings auch „Jaspers“ zu sich nehmen und erlebt im Verlauf nur weniger Tage dessen bewusstseinsverändernde Eigenschaften. Infolge seiner Wandlung wird Dasein Teil der Leute von Santaroga und kann sie somit verstehen wie es kein Außenstehender könnte.
Neben der Aufklärung des Geheimnisses von Santaroga entwickelt sich der Roman an Gilbert Daseins Hin- und Hergerissensein zwischen Santaroga und der Welt draußen. Da Dasein während weiter Teile des Romans mit je einem Fuß in den entsprechenden Gesellschaftssystemen steht, ist er besonders geeignet, Vor- und Nachteile zu erkennen.

## Hintergründe

### Drogenkultur
Der Roman entstand in der Zeit, als die bewusstseinsverändernden Eigenschaften von LSD erstmals systematisch untersucht wurden.

### Psychologie
Die Namen der Hauptpersonen, Gilbert Dasein, Jenny Sorge und Dr. Piaget, sowie der Name der Droge, „Jaspers“, zeigen vom Autor beabsichtigte Bezüge.
„Jaspers“ weist auf den Psychiater und Philosophen Karl Jaspers hin. Der Begriff „Dasein“ bezeichnet bei Jaspers und Martin Heidegger den „ganzen transcendenten Menschen“, während Heidegger „Sorge“ als das bezeichnet, um was „Dasein“ sich kümmert. Den existenzphilosophischen Konflikt zwischen der Sorge im Dasein verarbeitet Frank Herbert literarisch in der Liebesgeschichte zwischen Jenny Sorge und Gilbert Dasein.
Die Kinder in Santaroga werden von Dr. Piaget, eine Anspielung auf den Entwicklungspsychologen Jean Piaget, erzogen, oder nach anderer Sicht, konditioniert.
Frank Herbert hatte die Ideen Karl Jaspers und Martin Heideggers bei seinem Studium in Santa Rose kennengelernt.

### Subjektivität und Objektivität
Der Roman hinterfragt die allgemein angenommene Objektivität der menschlichen Wahrnehmung. Erst nachdem Dasein der Droge „Jaspers“ ausgesetzt ist, kann er seine eigene Subjektivität sehen. Hier finden sich Anklänge an Karl Jaspers Vorstellung, dass wissenschaftliche Objektivität ihre Grenzen hat.

### Entscheidungsfindung
Gilbert Dasein findet sich in der Situation, eine Lebensentscheidung treffen zu müssen, ohne auf objektive oder rationale Argumente zurückgreifen zu können. Seine intuitive Entscheidungsfindung reflektiert Karl Jaspers Ansicht, dass der Mensch in einer irrationalen Welt mit einer Vielzahl zufällig erscheinender Ereignisse gar nicht anders kann, als intuitiv zu entscheiden.

### Ideale des alten China
Die Leute von Santaroga leben nach einigen der klassischen chinesischen Ideale wie einer Wertschätzung der Welt und ihres Lebens darin. Die Fremdheit dieser Welt kommt an mehreren Stellen des Romans zu Ausdruck, wenn etwa Dasein in den lächelnden aber unverstandenen und geheimnisvollen Santaroganern dem westlichen Klischee des Chinesen begegnet.

### Freiheit des Einzelnen
Ein Aspekt des Romans ist die individuelle Freiheit Gilbert Daseins. Auf seiner Reise findet er sich zur Wahl zwischen zwei Gesellschaftssystemen gezwungen: Der Welt draußen, dem Amerika des Kommerz, und der Welt drinnen, der sich abschließenden Gesellschaft der Leute von Santaroga. Seine Verzweiflung erwächst aus der empfundenen Notwendigkeit, zwischen genau diesen beiden Alternativen zu wählen. Er übersieht allerdings, dass es auch andere Lebensweisen geben könnte.

### Bekehrung
Der Weg Gilbert Daseins in die Welt der Leute von Santaroga hat Elemente einer Bekehrung in eine geschlossene religiöse Gemeinschaft. Kennzeichen sind eine Unterteilung der Welt in „Wir“ und „Sie“, ohne einen Mittelweg zu erlauben. Jenny Sorge, die Geliebte Gilbert Daseins, besteht auf einem gemeinsamen Leben in Santaroga; eine Alternative ist ausgeschlossen.
Diese Gruppenzugehörigkeit wird in einigen Szenen auch von Außenstehenden erkannt, die die Leute von Santaroga aufgrund ihrer Andersartigkeit ausgrenzen.

## Bezug zum übrigen Werk Frank Herberts

### Bewusstseinsveränderung
Die Hauptperson Gilbert Dasein zeigt Parallelen zu Figuren anderer Romane Frank Herberts. Beispielsweise findet sich eine drogeninduzierte Bewusstseinserweiterung, wie sie Dasein erlebt, auch bei Paul Atreides im Wüstenplaneten.

### Utopie oder Dystopie
Frank Herbert sagt über seine Darstellung Santarogas, dass „die Hälfte seiner Leser Santaroga als Utopie, die andere Hälfte es als Dystopie ansehen würden“. Der Aufrichtigkeit, dem Zusammenhalt und dem Gemeinschaftssinn der Leute von Santaroga steht das Aufgeben der Individualität gegenüber. Eine ähnliche Ambivalenz findet sich auch in der Welt des Wüstenplaneten. Die am Ende des dritten Bandes errichtete Zukunftsvision einer perfekt regierten Gesellschaft hat neben ihrem Mangel an Wahlfreiheit ebenfalls attraktive Elemente wie Existenzsicherheit und Frieden.